# Raymond James Stadium
Das Raymond James Stadium ist ein American-Football-Stadion in der US-amerikanischen Stadt Tampa im Bundesstaat Florida. Es ist seit dem 20. September 1998 die Heimspielstätte der Footballmannschaft der Tampa Bay Buccaneers aus der National Football League (NFL). Der Veranstaltungsort trägt den Sponsornamen der Investmentbank und Finanzdienstleister Raymond James Financial, Inc. Der Vertrag läuft bis in das Jahr 2026 bei jährlichen Zahlungen von 3,1 Mio. US-Dollar.

## Geschichte
Der Bau des Stadions begann im Oktober 1996 und kostete 168,5 Mio. US-Dollar. Es bietet 65.657 Zuschauern Sitzplätze. Darunter gibt es 12.000 Clubplätze sowie 195 Logen. Für Großveranstaltungen wie den Super Bowl kann es mit Zusatztribünen auf 75.000 Plätze erweitert werden. Mit dem Raymond James Stadium wurde das Tampa Stadium abgelöst. Aufgrund der modernen Architektur und Ausstattung wird es als eines der „Kronjuwelen“ der amerikanischen Footballstadien bezeichnet.
Im Oktober 2020 wurde bekannt, dass die Stadt Tampa den Bau eines hochmodernen Stadions mit schließbarem Dach plant. Da die Informationen aus den Kreisen der NFL kommen, wird vermutet, dass es die neue Heimstätte der Tampa Bay Buccaneers werden soll. Der Spatenstich soll in zwei Jahren erfolgen. Die Bucs sind seit der Einweihung 1998 im Raymond James Stadium beheimatet. Es blieb bis heute nur bei kleineren Renovierungen. Die größte Investition für Verbesserungen wurde 2015 mit rund 85 Mio. Euro getätigt.

## Veranstaltungen
1999 wechselte der Outback Bowl der National Collegiate Athletic Association (NCAA) vom Tampa Stadium in das Raymond James Stadium. Nach dem Super Bowl XXXV am 28. Januar 2001 fand am 1. Februar 2009 zum zweiten Mal der Super Bowl, Super Bowl XLIII, im Raymond James Stadium statt. Das Championship Game der NCAA-Atlantic Coast Conference war in den Jahren 2008 und 2009 im Stadion der Buccaneers zu Gast. Am 9. Januar 2017 wurde das College Football Playoff National Championship Game der Saison 2016 ausgetragen. Auf Grund der Verzögerungen bei der Fertigstellung des eigentlich für die Austragung geplanten Stadionneubaus in Inglewood wurde am 23. Mai 2017 beschlossen, den Super Bowl LV ins Raymond James Stadium zu vergeben und stattdessen den Super Bowl LVI im folgenden Jahr im SoFi Stadium auszutragen. Seit 2018 wird der Gasparilla Bowl (NCAA) im Stadion der Buccaneers ausgetragen, nachdem die ersten zehn Veranstaltungen im Tropicana Field in Saint Petersburg stattfanden. Wie Anfang März 2019 bekannt wurde, will die WWE am 5. April 2020 WrestleMania 36 im Raymond James Stadium austragen.
Neben den Sportveranstaltungen finden im Raymond James Stadium auch Konzerte statt. Auf der Freifläche vor dem Stadium findet seit 2012 das Sunset Music Festival statt.

### Fußball-Länderspiele
Im Raymond James Stadium wurden bisher sechs Länderspiele der US-amerikanischen Fußballnationalmannschaft der Männer ausgetragen. Die US-amerikanische Fußballnationalmannschaft der Frauen trat bis dato fünf Mal im Stadion in Tampa an.
Männer
- 25. Mär. 2007:  Vereinigte Staaten –  Ecuador 3:1 (Freundschaftsspiel)
- 24. Febr. 2010:  Vereinigte Staaten –  El Salvador 2:1 (Freundschaftsspiel)
- 11. Juni 2011:  Vereinigte Staaten –  Panama 1:2 (CONCACAF Gold Cup 2011)
- 08. Juni 2012:  Vereinigte Staaten –  Antigua und Barbuda 1:2 (Qualifikation zur WM 2014)
- 12. Juli 2017:  Vereinigte Staaten –  Martinique 3:2 (CONCACAF Gold Cup 2017)
- 11. Okt. 2018:  Vereinigte Staaten –  Kolumbien 2:4 (Freundschaftsspiel)

Frauen
- 27. Feb. 1999:  Vereinigte Staaten –  Finnland 2:0 (Freundschaftsspiel)
- 08. Nov. 2008:  Vereinigte Staaten –  Südkorea 1:0 (Freundschaftsspiel)
- 14. Juni 2014:  Vereinigte Staaten –  Frankreich 1:0 (Freundschaftsspiel)
- 03. Mär. 2016:  Vereinigte Staaten –  England 1:0 (SheBelieves Cup 2016)
- 05. Mär. 2019:  Vereinigte Staaten –  Brasilien 1:0 (SheBelieves Cup 2019)

Weitere Partien
- 11. Juni 2011:  Guadeloupe –  Kanada 0:1 (CONCACAF Gold Cup 2011, Männer)
- 03. Mär. 2016:  Deutschland –  Frankreich 1:0 (SheBelieves Cup 2016, Frauen)
- 12. Juli 2017:  Panama –  Nicaragua 2:1 (CONCACAF Gold Cup 2017, Männer)
- 05. Mär. 2019:  Japan –  England 0:3 (SheBelieves Cup 2019, Frauen)
- 10. Sep. 2019:  Kolumbien –  Venezuela 0:0 (Freundschaftsspiel, Männer)

## Galerie

Der Eingang zum Stadion
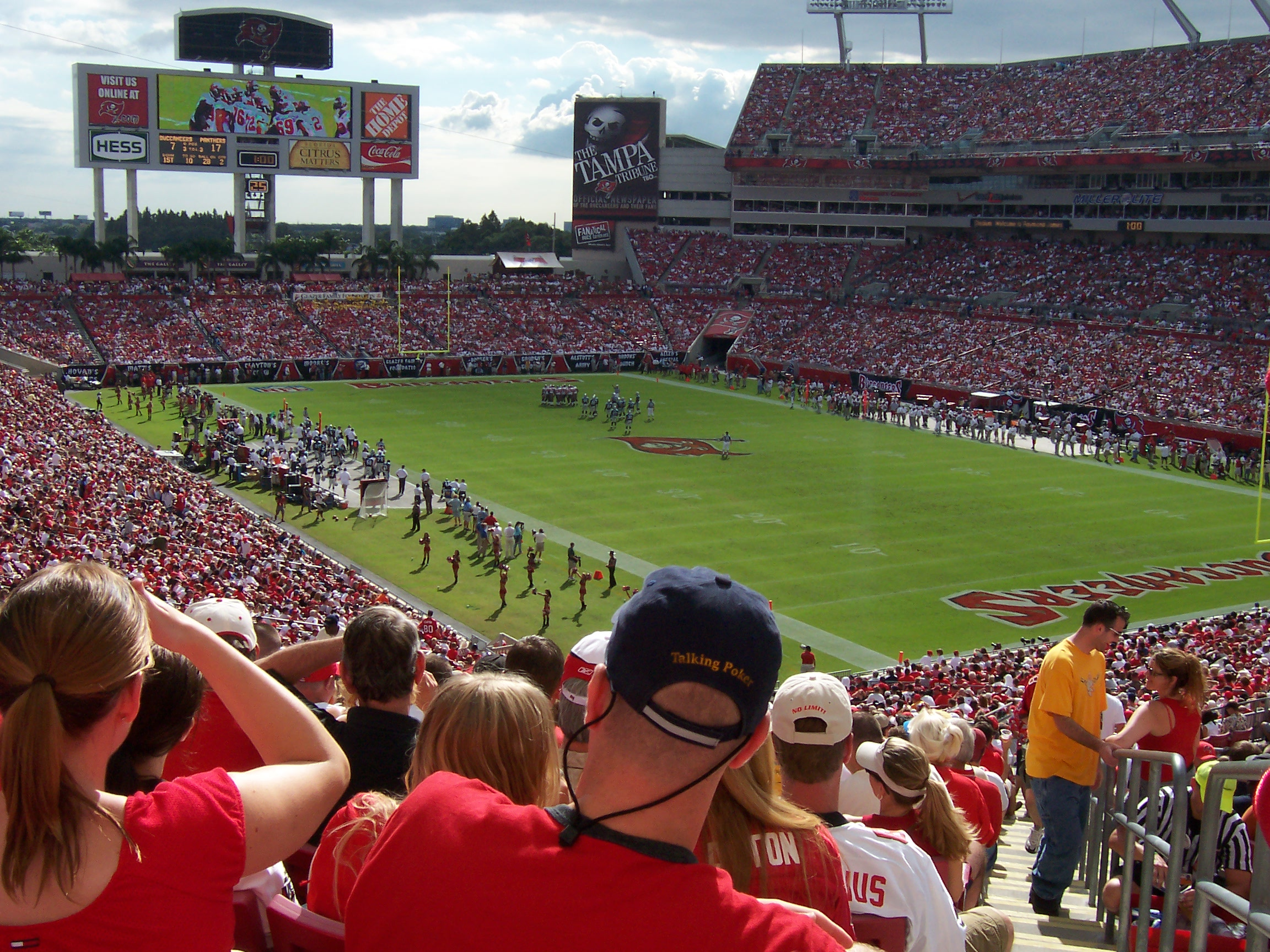
Stadion während eines Spiels der Tampa Bay Buccaneers im Jahr 2005
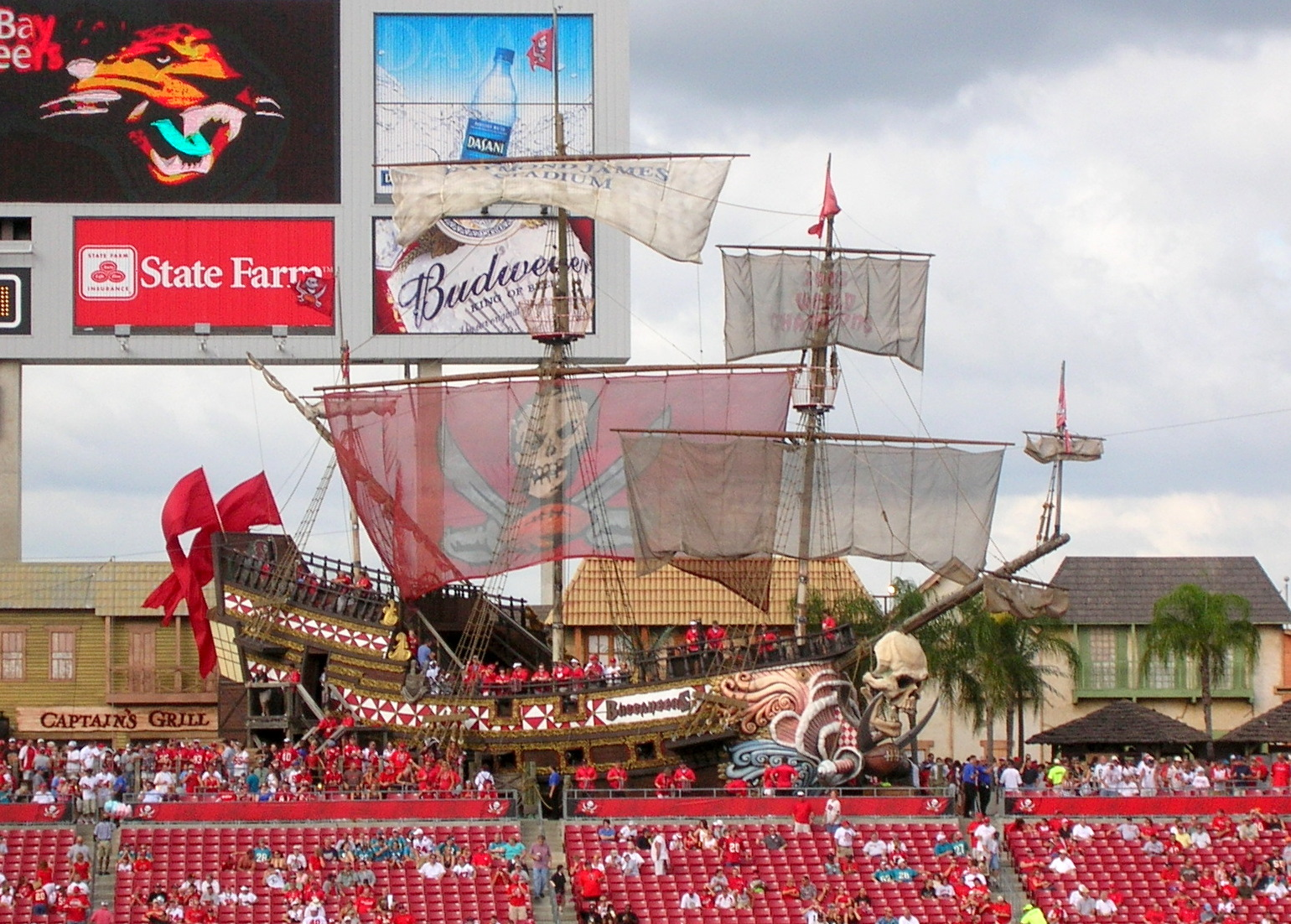
Das Piratenschiff im Stadion der Buccaneers
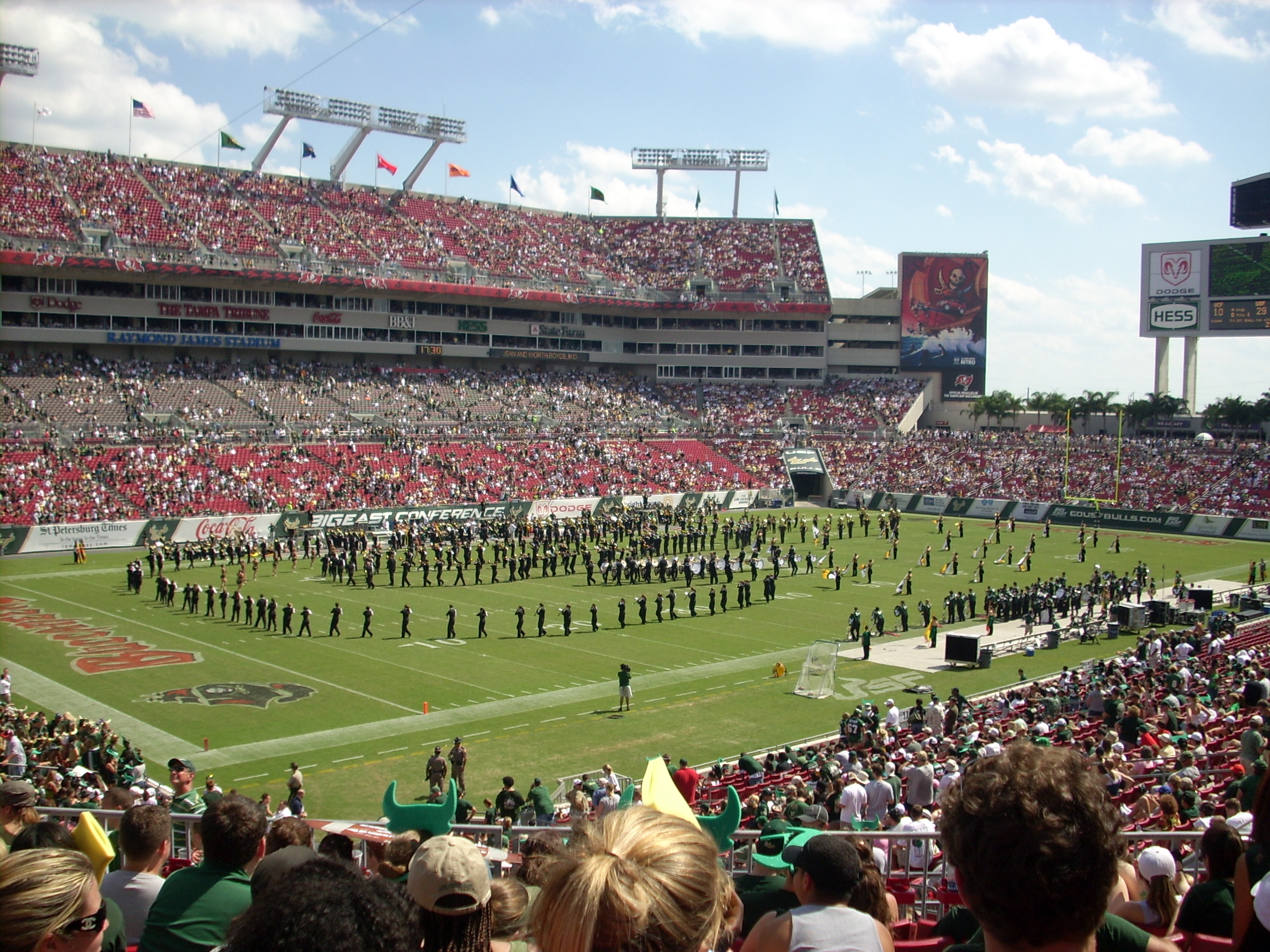
NCAA-Football-Spiel der USF Bulls gegen die UCF Knights
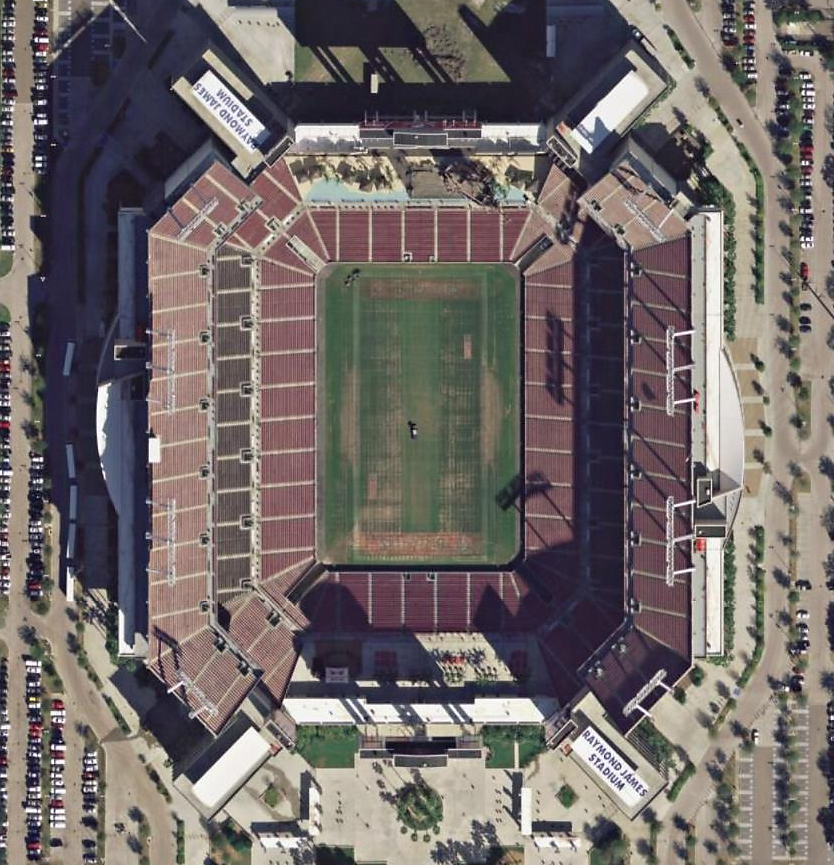
Satellitenbild